# Археологический сад
Археологический сад или Архологишер гартен (нем. Archäologischer Garten) — район раскопок древних руин в центре Франкфурта.
Сад расположен между Технишес Ратхаус, Ширм Кунстхалле и Франкфуртским собором. В 1953 году здесь были найдены остатки римского поселения, в том числе римской бани. Археологи также обнаружили остатки королевского дворца XII века. Сад был построен в 1972—1974 гг. во время строительства станции метро Дом/Рёмер.